# Gäddsjön (Åsele socken, Lappland, 712667-159029)
Gäddsjön är en sjö i Åsele kommun i Lappland och ingår i Gideälvens huvudavrinningsområde. Sjön har en area på 0,118 kvadratkilometer och ligger 337,4 meter över havet.

## Delavrinningsområde
Gäddsjön ingår i det delavrinningsområde (712701-158617) som SMHI kallar för Inloppet i Orgsjön. Medelhöjden är 350 meter över havet och ytan är 36,17 kvadratkilometer. Räknas de 4 avrinningsområdena uppströms in blir den ackumulerade arean 136,45 kvadratkilometer. Orgån (Tjesjöån) som avvattnar avrinningsområdet har biflödesordning 2, vilket innebär att vattnet flödar genom totalt 2 vattendrag innan det når havet efter 179 kilometer. Avrinningsområdet består mestadels av skog (88 procent). Avrinningsområdet har 0,43 kvadratkilometer vattenytor vilket ger det en sjöprocent på 1,2 procent.